# Chiquimula (tỉnh)
Chiquimula là một tỉnh của Guatemala, giáp biên giới với các tỉnh Copán, Ocotepeque của Honduras và tỉnh Chalatenango của El Salvador.

## Các đô thị
Tỉnh Chiquimula gồm các đô thị sau:
1. Camotán
2. Chiquimula
3. Concepción Las Minas
4. Esquipulas
5. Ipala
6. Jocotán
7. Olopa
8. Quezaltepeque
9. San Jacinto
10. San José La Arada
11. San Juan Ermita